# Antonio Vallardi Editore
Antonio Vallardi Editore è una casa editrice italiana con sede a Milano.

## Storia
I Vallardi furono una famiglia di editori, librai e tipografi milanesi. La storia della casa editrice inizia nel XVIII secolo, quando Francesco Cesare Vallardi (1736-1799) cominciò la produzione di libri stampati in Contrada Santa Margherita e ne fece uno dei principali centri della vita culturale milanese.
I figli Pietro (1770-1819) e Giuseppe (1784-1861), intitolarono la ditta «Fratelli Vallardi» (1812) e si distinsero nel panorama editoriale per la pubblicazione di libri e stampe d'arte. I figli di Pietro, ossia Francesco (1809-1895) e Antonio (1813-1876), fondarono rispettivamente la «Casa Editrice dott. Francesco Vallardi» (1840) e la «Antonio Vallardi Editore» (1843); quest'ultimo pubblicando opere divulgative, scolastiche e di cartografia.
I discendenti proseguirono le rispettive attività, finché nel 1970 la casa editrice "Antonio Vallardi" fu ceduta a Garzanti, mentre nel 1980 il marchio "Francesco Vallardi" venne acquistato dalla Piccin-Nuova Libraria.
Negli anni novanta del XX secolo la società ha seguito la Garzanti ed è entrata a far parte del Gruppo editoriale Mauri Spagnol.

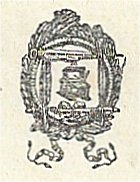
Logo Vallardi Editore

## Catalogo
Sono oltre 200 i titoli in catalogo. Tra le opere più note edite dalla casa editrice figurano il Dizionario del Risorgimento nazionale diretto da Michele Rosi, e la Storia letteraria d'Italia, ad opera di una società di professori (tra i quali Francesco Novati, Guido Mazzoni, Vittorio Rossi, Giulio Bertoni, Natalino Sapegno), monumento della "Scuola storica" italiana.
Tra gli autori del terzo millennio si segnalano:
- Alessandro Alciato
- Giordano Berti
- Federica Bosco
- Fabio Caressa
- Andrea Castrignano
- Daniela Collu
- Bas Kast
- Marie Kondō
- Davide Morosinotto
- Benedetta Parodi
- Diego Passoni
- James Runcie